# Frode
Frode (”den alstringskraftige”), var i nordisk mytologi namnet på flera danska sagokungar.
Enligt Snorres Edda ska den förste ha levt vid tiden för kejsar Augustus styre, och den fred som då etablerades kallades därför frodefreden, och denne Frode kallades även Frid-Frode. Denna ska enligt Snorre ha tagit slut när Frode tvingade Fenja och Menja att dra grottekvarnen så länge att de tröttnade och malde fram en här under sjökungen Mysing, som dödade Frode och tog dem och kvarnen som krigsbyte.
Den andre kungen med namnet nämns bara som hastigast som son till Dan den storvulne, och sägs ha kallats den fridsamme eller den storvulne, och ha haft sönerna Halvdan och Fridleif.